# Reason (BLUEWのアルバム)
『Reason』（リーズン）はBLUEWの3枚目のアルバム。

## 内容
1987年2月デビューにして3枚目のアルバム。唯一の非自作曲「Perfect Love」は小田裕一郎によるもの。

## 批評
CDジャーナルは「ディスコ乗りしてたファーストに較べると、よりアメリカン・ロック的な色を濃くした作品」と評した。

## 収録曲
特記以外　作詞・作曲：片山圭司　編曲：BLUEW
1. SHINY
作詞：秋尾沙戸子
2. 美人
作詞：小辻里佳
3. リンダ
4. 君が恋したSeason
作詞：藤森美保
5. 瞳にStand by me
作詞：森山進治　作曲：BLUEW
6. Perfect Love
作詞：星野今日子　作曲：小田裕一郎
7. WOW WOW
作詞：工藤安希子　作曲：大堀薫
8. I Love Youがせつなくて
9. YOU
10. Be My Dream
作詞：秋尾沙戸子　作曲：片山圭司・増崎孝司
11. NIGHT & DAY

## 参加ミュージシャン
- 土岐英史 - サックス
- 斎藤ノブ - パーカッション